# 共享經濟
共享经济（英語：sharing economy），别于租赁经济，是一种共用土地、人力、資本与企業職能的社會運作方式。它包括不同个人与组织对商品和服务的创造、生产、分配、交易和消费的共享。常见的形式有汽车共享、拼车、公共自行車、共享行動電源，以及交換住宿等。
与此同时，共享经济又具有弱化拥有权，强化使用权的作用。

## 定义与特征
Russell Belk于1988年提出了“你即是你所拥有之物”的理论，而“共享经济”是互联网时代诞生的现象，起源于消费者研究所关注的一组相关概念，包括：共享、协作消费 （页面存档备份，存于）、网格、商业共享系统、联合生产、共同创造、产消、产品服务系统、基于访问的消费、消费者参与和在线志愿服务。这种关注与众多营利性和非营利性企业的兴起相对应，这些企业因“共享经济”的兴起而蓬勃发展。
共享经济强调以提高效率和可持续性的方式共享未充分利用的资产。“共享经济”这一概念可以被贴上不同的标签，并且与其他概念有很大的重叠，例如协作经济、协作消费、访问经济、平台经济和社区经济。共享经济现象为新企业带来了机会，例如Airbnb和Uber等公司已成为全球旅行者熟知的名字。
共享经济是一种点对点 (P2P) 经济模式，有助于获取、提供或共享商品和服务。共享经济在历史上一直存在，但在现代，共享经济在社区在线平台的支持下正在复兴。
共享经济主要体现为利用信息网络技术优化配置和利用社会闲置资源的新型经济模式。政府对共享经济发展的支持随处可见，例如美国多个州政府修改相关法律法规，明确在短期住宿、出租交通等领域的合法性；欧盟委员会发布《欧洲共享经济议程》，消除不必要的壁垒，推动欧盟共享经济长远发展；英国宣布将建设全球共享经济中心并提供政策支持。随着互联网技术、移动支付、物流基础设施和巨大人口红利的不断增长，中国共享经济也在近年来飞速发展，重塑了中国的经济格局。

### 特点
归纳起来，共享经济有以下特点：
它是信息革命发展到一定阶段出现的新经济形态。互联网（特别是移动互联网）、宽带、云计算、大数据、物联网、移动支付、基于位置的服务（LBS）等现代信息技术的飞速发展及其创新应用，使共享经济成为可能。
它是一种通过有效链接供给和需求实现资源优化配置的方式。共享经济可以快速整合各类分散、闲置的资源，精准定位多样化的需求，实现供需快速匹配，大大降低交易成本。
它体现了新的消费理念和发展观的集体体现，适应了信息社会的发展。相对于工业社会强调生产和收入最大化、主张资源和财富的占有，以共享经济为代表的信息社会强调以人为本、可持续发展，主张最佳的体验和使用。

### 动机
动机是共享经济成功的关键因素，包括外部动机和内部动机，但外部动机更普遍。参与者的动机多种多样，包括便利性、灵活性、家庭福利、互动、本地真实性、共享精神、社区和经济利益等。功利动机、享乐动机和感知信任也往往对消费者参与共享经济 的倾向产生积极影响。经济、环境、政治、社会和技术因素是共享经济背后的主要驱动力。而服务提供者的动机则包括赚钱、享受生活、帮助他人和促进可持续发展等 。然而，在某些情况下，金钱动机可能不是参与共享经济的主要原因，例如，享受、社会归属感和感知有用性是租房的常见动机。与此同时，个人可以从一种简单的方式中受益，即向愿意为其服务付费的人分享他们的技能和资产。共享经济还使人们能够通过结识新朋友来体验乐趣和兴奋，因此，社交能力也是共享经济的关键驱动因素，因为除了经济利益之外，人们经营租赁业务还为了获得乐趣和结识新朋友。动机分析往往需要具体情况具体分析，例如对于Airbnb房东来说，主要动机是赚钱，而Couchsurfing平台上的房东则更多地受到内在动机的驱动。而在美国，便利性、品牌和价格是用户参与共享经济的三个最重要因素。总之，由于共享经济涉及公司种类繁多，不同类型之间的动机差异很大。然而，外在动机在服务提供商和客户中都很普遍。

## 驱动要素
与基于所有权的传统市场模式相反，“共享经济”建立在产品和服务的使用和共享之上。其原则本身并不新鲜：资源共享在企业对企业 (B2B) 领域广为人知，例如农业和林业机械共享（例如德语国家的Maschinenring （页面存档备份，存于））以及企业对消费者 (B2C) 领域（例如自助洗衣店、汽车租赁、公共图书馆和游泳池）。最近，它已扩展到消费者对消费者 (C2C) 交易，并产生了新的商业模式。许多其他协作消费组织适用于各种类别的商品和服务，如P2P借贷、众筹、共享Wi-Fi、社区支持农业、技能易货银行、汽车维修、儿童保育和餐饮。可以确定这一发展的三个驱动因素：
1. 改变消费者行为。虽然所有权在过去一直是使用商品（例如汽车）的主要模式，但最近临时使用对许多消费者来说变得更具吸引力[44][45]。例如，戴姆勒旗下的Share Now （页面存档备份，存于）公司提供共享出行服务，以及Nextbike （页面存档备份，存于）和Green Bikes Barcelona （页面存档备份，存于）两家公司都提供自行车租赁服务。这种转变的原因包括便利、低价和生态可持续性[46]。
2. 社交网络和电子市场。同侪之间的联网主要通过社交网络和社区平台实现，它们将许多愿意彼此分享商品的消费者联系起来。此外，电子市场平台（例如Wazoku Crowd）降低了以前高昂的搜索和交易成本。它们在匿名市场中创建信任和声誉机制（例如评级和反馈），并提供集成的履行和支付功能（例如社交媒体支付），确保使用共享服务时可以轻松可靠地获得报酬。
3. 移动设备和电子服务。在应用经济中，访问服务的强大推动力是智能手机和平板电脑等移动智能设备。例如，共享汽车的解决方案基于智能硬件而不是物理设备，对消费者来说更简单、更方便。德国的Share Now或 DriveNow、瑞士的Sharoo或美国的Getaround和Turo等公司依靠使用智能手机应用和智能卡（而不是物理钥匙）的电子服务组合[47]。

## 代表案例

### 亚洲
| 公司名   | 运营地             | 业务描述                           |
| -------- | ------------------ | ---------------------------------- |
| 滴滴出行 | 中国               | 网约车服务平台                     |
| Swiggy   | 印度               | 网上食品配送平台                   |
| VIPKid   | 中国               | 在线英语学习平台                   |
| 小猪     | 中国               | 在线短期住房和公寓租赁平台         |
| 58同城   | 中国               | 提供租赁和销售等家庭服务的在线平台 |
| Grab     | 新加坡、印度尼西亚 | 在线交通网络公司                   |

### 欧洲
| 公司名    | 运营地   | 业务描述         |
| --------- | -------- | ---------------- |
| Foodpanda | 德国     | 网上送餐服务     |
| Bolt      | 爱沙尼亚 | 在线交通网络公司 |
| Wolt      | 芬兰     | 网上送餐服务     |
| Glovo     | 西班牙   | 网上送餐服务     |

### 北美
| 公司名           | 运营地 | 业务描述             |
| ---------------- | ------ | -------------------- |
| Airbnb（爱彼迎） | 美国   | 在线房屋租赁服务     |
| UberEats         | 美国   | 网上食品配送平台     |
| Zipcar           | 美国   | 汽车租赁服务平台     |
| Uber（优步）     | 美国   | 在线交通网络公司     |
| Lyft（来福车）   | 美国   | 在线交通网络公司     |
| AskforTask       | 加拿大 | 日常任务外包在线市场 |

Zipcar等汽车共享服务就是共享经济服务的一个例子。Zipcar参与者可以利用每日或每小时的汽车租赁服务，将车辆停放在离家很近的地方，而不是停在传统的汽车租赁机构，或是拥有私家车。根据布鲁金斯学会的数据，2017 年私家车在其使用寿命的95%中处于闲置状态。同一份报告详细介绍了Airbnb相对于酒店空间的成本优势，因为房主利用了闲置的卧室。据报道，Airbnb 的价格比世界各地的酒店价格便宜30-60%。
Airbnb将租客与房间联系起来；而Zopa和M-Pesa使用移动平台将贷方与借款人联系起来；Kiva （页面存档备份，存于）和Kickstarter （页面存档备份，存于）促进众筹，任何人都可以投资创业或创意活动；Uber和Lyft让车主充当出租车；Bla-Bla汽车让司机找到愿意付费从一个城市到另一个城市的乘客。同样，像亚马逊的Mechanical Turk （页面存档备份，存于）这样的网站将用户与短期家庭工作联系起来，例如计算机编程或填写调查问卷。这些例子是向网络经纪服务转变的一部分，这些服务利用数据流和互联网基础设施来降低交易成本并调动田园容量。

## 积极影响

### 促进创业、就业和经济增长
尤其是数字共享经济为个人寻找临时就业、创造额外收入、增加互惠、增强社会互动和获取其他方式无法获得的资源提供了机会。同时，共享经济对原有的雇佣模式和就业模式带来冲击，冗余的人力资源也可以得到更为合理的利用。

### 降低进入门槛
使用基于互联网的聚合器，共享经济可以为寻求商品和服务的人和愿意提供商品和服务的人之间建立联系和付款关系。这项创新大大降低了将服务提供商与用户联系起来的交易成本。它使以前没有或能力有限的买家和卖家能够相互联系；它减少了信息的不确定性并增加了知识，特别是通过客户评论和有关产品和服务的详细信息，它还通过降低通信成本降低了谈判成本。另外，共享经济还促进了商业民主化，允许个人首次进入市场并几乎立即与规模更大、更成熟的公司平等竞争。同时，更少的费用和更宽松的要求使用户和工人可以轻松加入数字平台。

### 促进可持续消费
一方面，可持续经济使消费者能够获得昂贵的耐用品、可持续产品和服务。停放的车辆和闲置的卧室等闲置资产可以在不投入使用时出租。另一方面，使用权而非所有权可能会导致商品和服务的充分使用，因为较低的价格可能会导致更大的消费。Investopedia的一份报告详细介绍了Airbnb相对于酒店空间的成本优势，因为房主利用了闲置的卧室。据报道，Airbnb的价格比世界各地的酒店价格便宜30-60%。具有可持续商业模式的可持续经济公司在可持续发展中发挥着重要作用。例如，Airbnb认为，与同等的酒店客人相比，他们的客人在欧洲的能源消耗减少了 78%，在美国的能源消耗减少了63%。

## 挑战

### 重复投资与恶性竞争
共享经济的发展建立在市场流动性高、买卖双方供需实时匹配、交易安全的基础上，其前提是平台达到规模经济，具备一定的市场力量。重复投资、恶性竞争现象盛行，与共享经济的初衷，即资源优化配置，背道而驰。

### 监管公平
缺乏政府监管可能导致共享经济中买家和卖家受到严重侵害的风险，例如缺乏隐私保护或对承包商的不公平待遇。然而，由于商业模式多样化和各利益相关者之间的紧张关系，立法挑战导致共享经济面临不确定性。大多数著名的共享经济计划都是基于平台的，很难在特定地理位置对其进行监管。另外，在设计共享经济的新监管时，也不应因过度监管而扼杀共享经济的创新。

### 隐私与安全
在汽车共享的商业模式中，客户在当地法院提出索赔时面临困难，汽车共享服务还可能蚕食汽车购买需求，并且它可能会增加整体出行，从而抵消产量减少带来的价值收益。汽车共享没有形成强烈的社区意识，汽车用户在使用后可能不会清洁车辆。为了解决这个问题，Zipcar为自行清洁汽车的用户提供15美元的折扣。

### 未知顾客的不确定性
由于涉及未知方，共享私人住所的做法具有高度不确定性。例如，由于房东可能住在那里，因此住宿可能不容易找到。客人可能还需要等待房东的确认，房东可能会在抵达前夕取消预订。拥有多条房源的房东可能会减少房东与客人之间的互动。所有这些都会给客人带来不必要的焦虑，但共享经济公司和现场服务提供商可以密切合作，以减轻客户的担忧和焦虑。此外，睡在别人的床上或与许多其他人共用一辆车会引起卫生问题。

### 社区挑战
一些本地化的协作举措在扩大规模方面面临挑战，因为它们在可扩展性和社区利益之间遇到了矛盾。尽管共享经济旨在省钱，但研究发现，消费者倾向于将节省的任何钱花在多次或更长的假期上。此外，住宿平台可能会威胁租户的安全和流离失所，并导致普通租户的住房短缺。共享经济还对传统的公共关系活动构成挑战，说服客户参与共享经济可能具有挑战性，因为许多消费者更喜欢所有权。共享经济中的服务寻求者和提供者之间的信息不对称也很高。

### 共享经济的异化
理论上，在共享经济体系下，人们可将所拥有的资源有偿租借给他人，使闲置资源获得更有效的利用，从而使资源的整体利用效率变得更高。但是事实上，目前大量营利公司所宣扬的“共享经济”并不是利用闲置资源，而是制作了那些专门用于“共享”的商品，本质上就是“租赁经济”，营利公司为了占有市场，大量投放“共享”商品，造成大量浪费，产生各种问题，完全违背了其声称的“使资源得到更有效利用”的主张。例如，共享单车公司所投放的大量单车造成道路拥堵，政府被迫没收那些乱停放的共享单车，大量过剩的共享单车堆成了“共享单车坟墓”，造成了大量浪费。

### 共享意愿的丧失
共享经济在发源地美国的兴起原本就和金融危机有关，因此在整體經濟景況較好的時候，人們可能會失去共享的意願。

## 延伸閱讀
- 要分享，也要公平：共享經濟的烏托邦？ （页面存档备份，存于） - 報導者
- 共享經濟 （页面存档备份，存于） - 數位時代